# Euloxia hypsithrona
Euloxia hypsithrona är en fjärilsart som beskrevs av Edward Meyrick 1888. Euloxia hypsithrona ingår i släktet Euloxia och familjen mätare. Inga underarter finns listade i Catalogue of Life.